# Glen Ord
Glen Ord ist eine Whiskybrennerei bei Muir of Ord auf der Halbinsel Black Isle, Ross-shire, Schottland.

## Geschichte
Die Brennerei wurde 1838 von Robert Johnstone und Donald McLennan gegründet. 1847 musste sich Robert Johnstone zurückziehen. 1855 ging die Destillerie an Alexander McLennan und Thomas McGregor. Nach dem Tod von Alexander McLennan 1870 übernahm 1877 Alexander MacKenzie, der neue Ehemann von McLennans Witwe, die Destillerie, bis sie 1896 an James Watson & Son verkauft wurde. Watson renovierte die Brennerei und vergrößerte den Malzboden. Von 1917 bis 1919 war die Brennerei stillgelegt. 1923 wurde sie an Thomas Dewar verkauft und 1925 kam sie zu Distillers Company Limited (DCL). Von 1939 bis 1945 blieb die Destillerie erneut geschlossen.
Von 1958 bis 1966 lief bei Glen Ord eine Versuchsreihe um festzustellen, ob es Geschmacksunterschiede im Whisky bei unterschiedlichen Brennblasenbefeuerungen (Kohle, Öl, Dampf) gibt. 1958 wurden zwei der inzwischen vier Brennblasen auf direkte Öl-Befeuerung umgestellt, die restlichen Brennblasen blieben bei der direkten Kohle-Befeuerung. 1960 wurden die beiden ölbefeuerten Brennblasen auf Dampf umgestellt. 1961 wurden die Tennenmälzerei (Floor maltings) geschlossen und Kastenmälzanlagen (Saladin boxes) installiert. 1966 wurde die Anzahl der Brennblasen auf sechs erhöht und die Befeuerung komplett auf Dampf umgestellt.
1968 wurde auf dem Gelände der Brennerei eine große Trommelmälzerei (drum maltings) errichtet, wobei die Destillerie selber ihr Malz noch bis 1983 aus der 1961 errichteten Kastenmalzanlage bezog. 1985 ging die Brennerei an United Distillers (UD) und damit letztendlich zu Diageo.
Zeitweilig wurde der Whisky auch als Glen Oran, Ord, Ordie und Glenordie verkauft; Originalabfüllungen unter diesen Namen sind inzwischen gesuchte Sammlerstücke.
2023 betrug die Besucherzahl etwa 64.000 Personen.

## Produktion
Das Wasser der zur Region Highlands/Northern Highlands gehörenden Brennerei stammt aus dem Loch nam Bonnach und dem Loch nam Euan. Die Destillerie besitzt einen Maischbottich (mash tun) (12,5 t), zehn Gärbottiche (wash backs) (sechs aus Douglasienholz mit je 59.000 l und vier aus rostfreiem Stahl), drei Grobbrandblasen (wash stills) (je 18.000 l) und drei Feinbrandblasen (spirit stills) (je 15.500 l) die durch Dampf erhitzt werden. Für die Lagerung werden Sherry- und Bourbonfässer benutzt. Die 1968 errichtete Mälzerei (18 Trommeln) versorgt eine Vielzahl der Schottischen Destillerien (zum Beispiel Clynelish und Talisker).
Im Juni 2014 wurde die Produktion von 5.000.000 Liter/Jahr auf 11.000.000 Liter/Jahr ausgebaut.